# Strands kommun
Strands kommun (norska: Strand kommune) är en kommun i landskapet Ryfylke i Rogaland fylke i sydvästra Norge. Kommunen gränsar till Hjelmelands kommun i nordöst och Sandnes kommun i öster och söder. Över fjorden i väster ligger Stavangers kommun. Centralort i kommunen är tätorten Jørpeland. Därutöver finns tätorten Tau.

## Administrativ historik
Strands kommun upprättades den 1 januari 1838 (som Strand formannskapsdistrikt) när Formannskapslovene från 1837 trädde i kraft. Kommunen omfattade då större delen av nuvarande Strands kommun samt den östra delen av nuvarande Sandnes kommun och den östra delen av nuvarande Gjesdals kommun.
1865 bröts Høgsfjords kommun (Høle kommun) ut ur kommunen som då minskade från 5 431 invånare före delningen till 2 228 invånare efter. Den återstående delen omfattade de mellersta, norra och nordvästra delarna av nuvarande Strands kommun.
Den 1 januari 1965 gick en del av Årdals kommun (Sunngardene krets) upp i Strands kommun. Kommunen ökade då från 6 281 invånare före sammanslagningen till 6 402 invånare efter.
Den 1 januari 2020 utökades kommunen med delar av Sognesand och Forsand samt Kolbygda från tidigare Forsands kommun.

## Tätorter
I Strands kommun finns två tätorter:
- Jørpeland (centralort)
- Tau

## Socknar
Inom Norska kyrkan är Strands kommun indelad i två socknar:
- Jørpelands socken
- Strands socken

Socknarna ingår i Ryfylke prosteri i Stavangers stift.

## Bilder

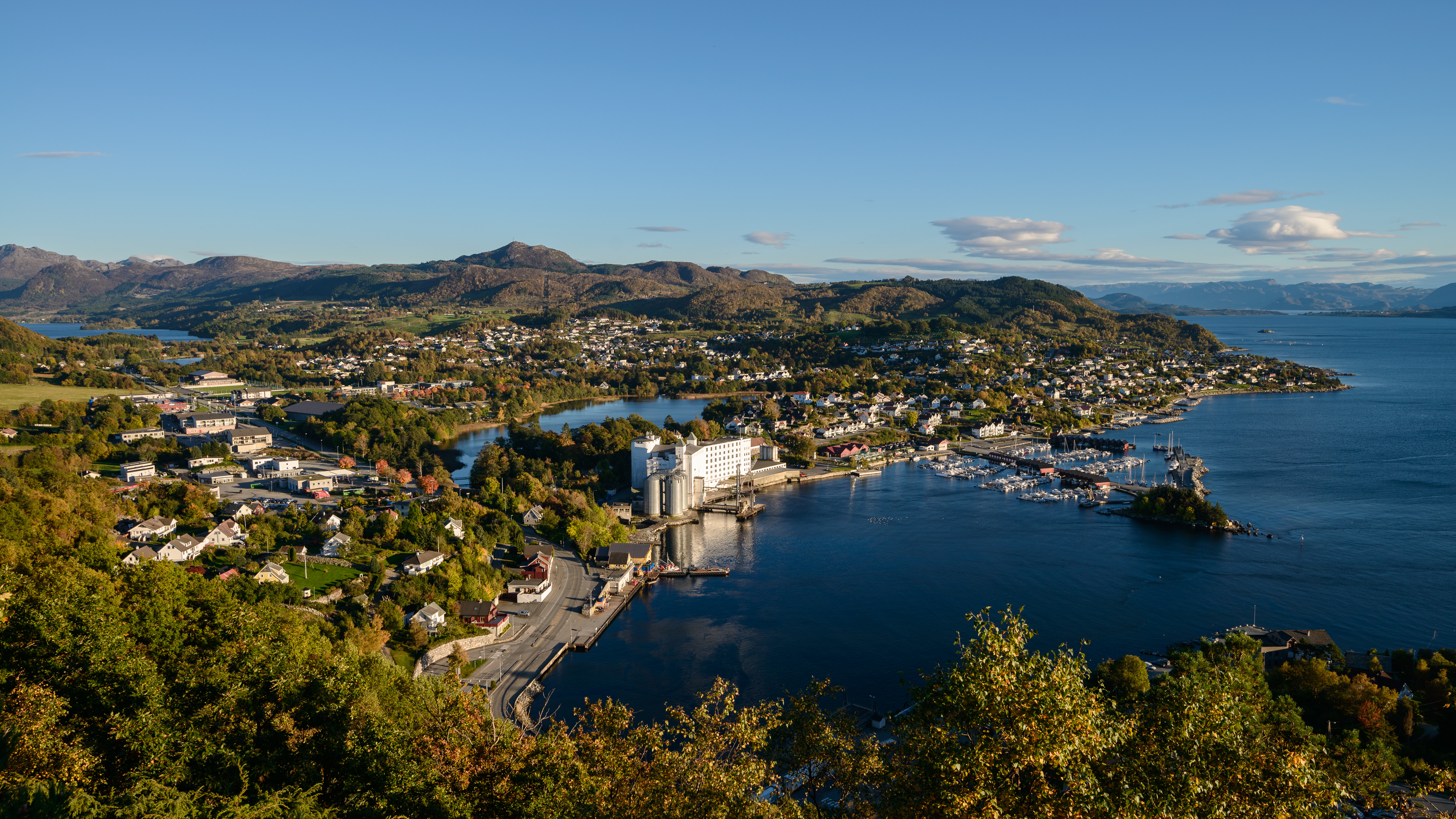
Tau.
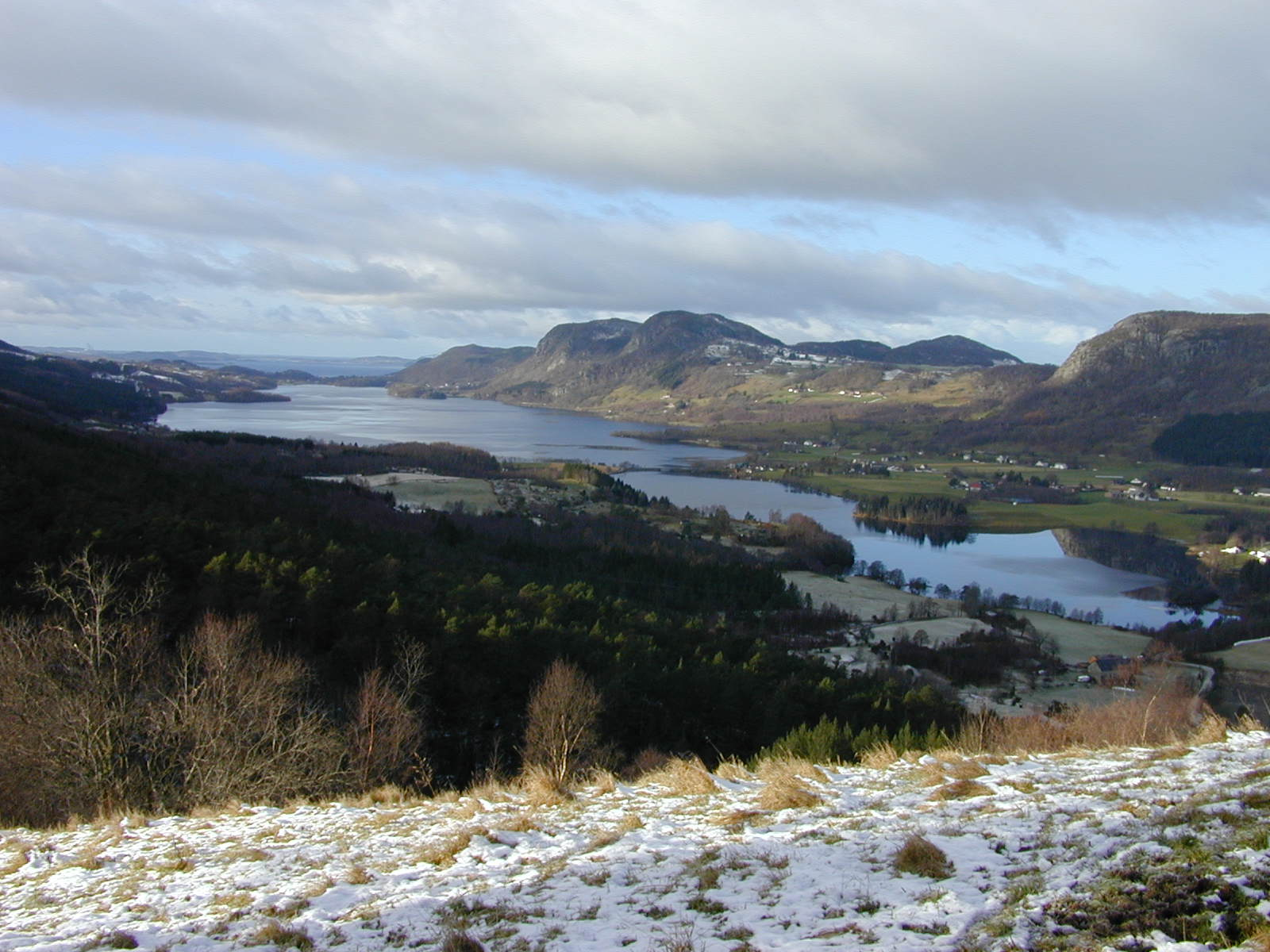
Bjørheimsvatnet och Bjørheimsbygda.
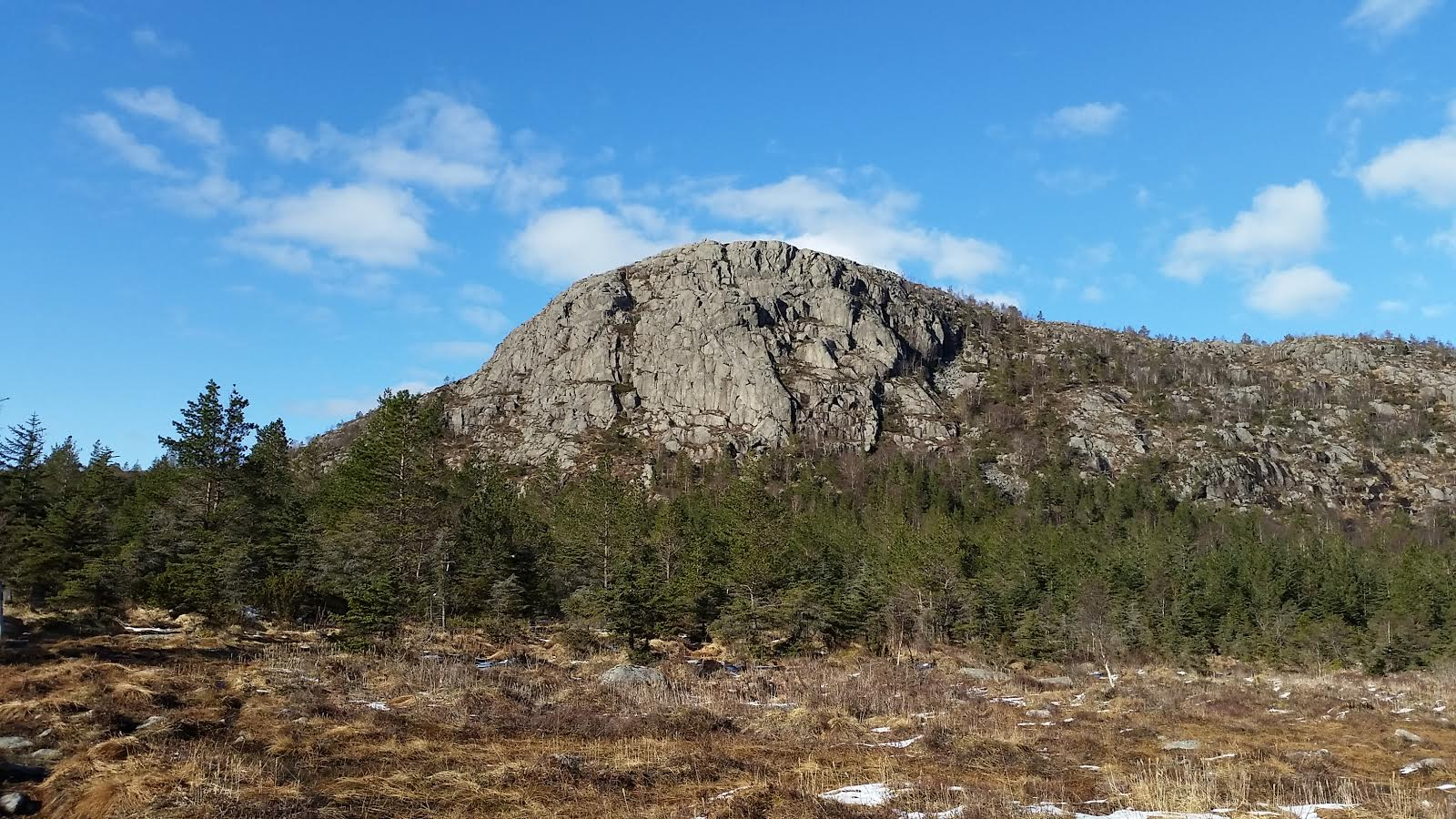
Gramsfjellet (503 m ö.h.)